# Бахрейнский залив
Бахрейнский залив — залив Персидского залива на восточном побережье Саудовской Аравии, отделенный от основного водоема полуостровом Катар. Он окружает острова Бахрейн. Мост Короля Фахда пересекает западную часть Бахрейнского залива, соединяя Саудовскую Аравию с Бахрейном.

## География

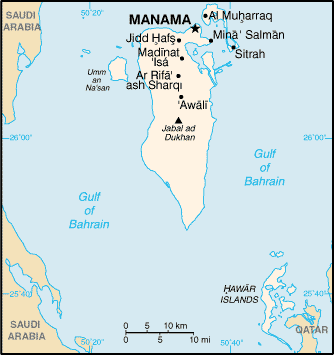
Бахрейнский залив на карте

На полпути между северной частью Катара и побережьем Саудовской Аравии находится Бахрейн, группа из шести островов и множества небольших островков. Таким образом, Бахрейнский залив имеет два выхода в Персидский залив, самый западный из которых пересекает мост, ведущий в Саудовскую Аравию. Вытянутая южная часть Бахрейнского залива образует залив Даухат-Сальва. К юго-востоку от острова Бахрейн, недалеко от побережья Катара, лежат острова Хавар, ныне являющиеся частью Бахрейна.
Мост короля Фахда, соединяющий Саудовскую Аравию с островом Бахрейн, был открыт 26 ноября 1986 года. Планируется построить дамбу Катар—Бахрейн, которая соединит Бахрейн с Катаром. Предполагается, что наличие дамбы окажет значительное влияние на циркуляцию воды в заливе.

## Флора и фауна
Острова Хавар, расположенные недалеко от побережья Катара, были включены в список Рамсарских островов в 1997 году. Они являются домом для многих видов птиц, включая сокотрских бакланов. На главном острове есть небольшие стада белого орикса и песчаной газели.
Бахрейнский залив мелководен, и его воды обладают небольшой теплоемкостью. Они подвержены большим колебаниям температуры, с диапазоном от 14 до 35 °C по всему побережью. Вода также более солёная (10 %), чем в других частях Персидского залива. Вокруг Бахрейна есть луга с водорослями, коралловые рифы, илистые отмели и мангровые заросли. Эти районы важны для биоразнообразия региона, обеспечивая среду обитания для беспозвоночных, молоди рыб, черепах и дюгоней.
Бахрейн расширяет свою территорию за счет дноуглубительных работ на морском дне и складирования материалов вокруг своего побережья. В 1963 году площадь Бахрейна составляла 668 км², а уже к 2007 году она составляла 759 км². Обширные коралловые рифы в прилегающих морях были разрушены, а увеличение отложений в море оказало пагубное воздействие на другие. Риф Фашт-Адхам между Бахрейном и Катаром был поврежден в результате теплового стресса в 1996 и 1998 годах, но с тех пор был почти полностью разрушен.